# パット・ギャレット

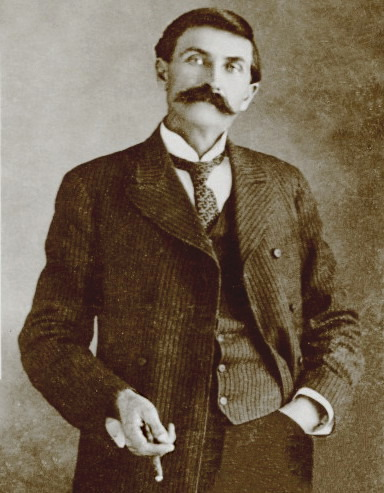
パット・ギャレット

"パット"パトリック・フロイド・ジャーヴィス・ギャレット（Patrick Floyd Jarvis "Pat" Garrett, 1850年6月5日 - 1908年2月29日）は、アメリカ西部開拓時代のガンマン。

## 経歴
1850年、アラバマ州チェンバース郡生まれ。家族とともにルイジアナ州に移住して成長する。
1869年、家を出てテキサス州ダラスでカウボーイになる。
1875年、バッファロー・ハンターに転身。
1878年、フォート・サムナーに移住。
1879年、Juanita Gutierrezと結婚するも、1年で死に別れる。その後、Juanitaの妹、Apolonariaと再婚して9人の子供に恵まれる。
1880年11月7日、フォートサムナーの保安官に指名される。同年12月、ニューメキシコ州知事ルー・ウォレスが500ドルの賞金をつけていたビリー・ザ・キッドとその仲間を逮捕した。
1881年4月18日、キッドが刑務所から脱走したため、再びキッドを追跡して、同年7月14日、彼を射殺した。
1882年に保安官の任期を終えたパットは牧場を経営しながら、キッドの誕生から射殺に至るまでを書いた伝記『ビリー・ザ・キッド、真実の生涯』を発刊。その後、各地の保安官などをつとめ、引退してニューメキシコ州で牧場を経営した。
1901年、セオドア・ルーズベルトと会談、エルパソの徴税官に任命される。
1908年、土地売買のトラブルから背後から銃撃されて死亡した。

## 著作
- ビリー・ザ・キッド、真実の生涯(1882年)

## パット・ギャレットに関連した作品

### 映画
- チザム（アンドリュー・V・マクラグレン監督、1970年、演：グレン・コーベット）
- ビリー・ザ・キッド/21才の生涯（サム・ペキンパー監督、1973年、演：ジェームズ・コバーン）
- ヤングガン（クリストファー・ケイン監督、1988年、演：パトリック・ウェイン）
- ヤングガン2（ジェフ・マーフィー監督、1988年、演：ウィリアム・L・ピーターセン）
- スリー・ジャスティス 孤高のアウトロー（ヴィンセント・ドノフリオ監督、2019年、演：イーサン・ホーク）